# 拓跋太洛
拓跋太洛（？—468年），追尊魏景穆帝拓跋晃之子，生母慕容椒房，北魏宗室。

## 生平
皇兴二年九月辛亥（468年10月10日），拓跋太洛被封为章武王，当年就去世，朝廷追赠征北大将军、章武郡王，谥号敬。拓跋太洛没有儿子，以兄弟城阳王拓跋长寿第二子元鸾为后嗣，元鸾大哥拓跋多侯去世后，元鸾回到本宗承袭父亲的爵位。魏孝文帝元宏初年，以拓跋太洛兄弟南安惠王元桢第二子元彬为后嗣。

## 延伸阅读
[在维基数据编辑]
 《魏書·卷19下》，出自魏收《魏书》
 《北史·卷018》，出自李延壽《北史》